# Erica umbelliflora
Erica umbelliflora là một loài thực vật có hoa trong họ Thạch nam. Loài này được Klotzsch ex Benth. mô tả khoa học đầu tiên năm 1839.